# هابارد (تگزاس)
هابارد (به انگلیسی: Hubbard) یک شهر در ایالات متحده آمریکا با جمعیت ۱٬۵۸۶ نفر است که در تگزاس واقع شده‌است.

## موقعیت جغرافیایی
موقعیت جغرافیایی شهرها و مناطق اطراف به شرح زیر است: